# Сервилия (дъщеря на Сервилий Исаврик)
Вижте пояснителната страница за други личности с името Сервилия.
Сервилия (на латински: Servilia P. f. P. n.) е знатна римлянка от края на 1 век пр.н.е. и годеница на Октавиан Август.

## Биография
Произлиза от плебейската фамилия Сервилии. Дъщеря е на Публий Сервилий Исаврик (консул 48 и 41 пр.н.е.) и Юния Прима, която е племенница на Катон Млади. По бащина линия е внучка на Публий Сервилий Вация (консул 79 пр.н.е.). По майчина линия е внучка на Децим Юний Силан (консул 62 пр.н.е.) и Сервилия Цепиона, която е дъщеря на Квинт Сервилий Цепион Млади (проконсул 90 пр.н.е.) и Ливия Друза. Баба ѝ е майка е на Марк Юний Брут, убиецът на Гай Юлий Цезар и любовница на Цезар.
През 43 пр.н.е. Сервилия става годеница на Октавиан. След образуването на Втория триумфират Октавиан разваля годежа и решава да се ожени за Клодия Пулхерия, дъщерята на Публий Клодий Пулхер и Фулвия (третата съпруга на Марк Антоний), от която се развежда през 41 пр.н.е. Бащата на Сервилия за компенсация е награден с консулат през 41 пр.н.е.
Сервилия се омъжва през 36 пр.н.е. за Лепид Младши, син на Марк Емилий Лепид (триумвир) и Юния Секунда, сестра на политика Марк Юний Брут, убиеца на Цезар. Има син Маний Емилий Лепид (консул 11 г.) и дъщеря Емилия Лепида.
Сервилия е баба на Емилия Лепида, която става съпруга на по-късния император Галба.